# Tempio del Divo Claudio
Il tempio del Divo Claudio (latino: templum Divi Claudii) era un tempio di Roma, costruito sul Celio in onore dell'imperatore romano Claudio divinizzato. Si trovava sulla parte settentrionale del colle, affacciato sulla valle dove poi sarebbe stato costruito il Colosseo.

## Storia

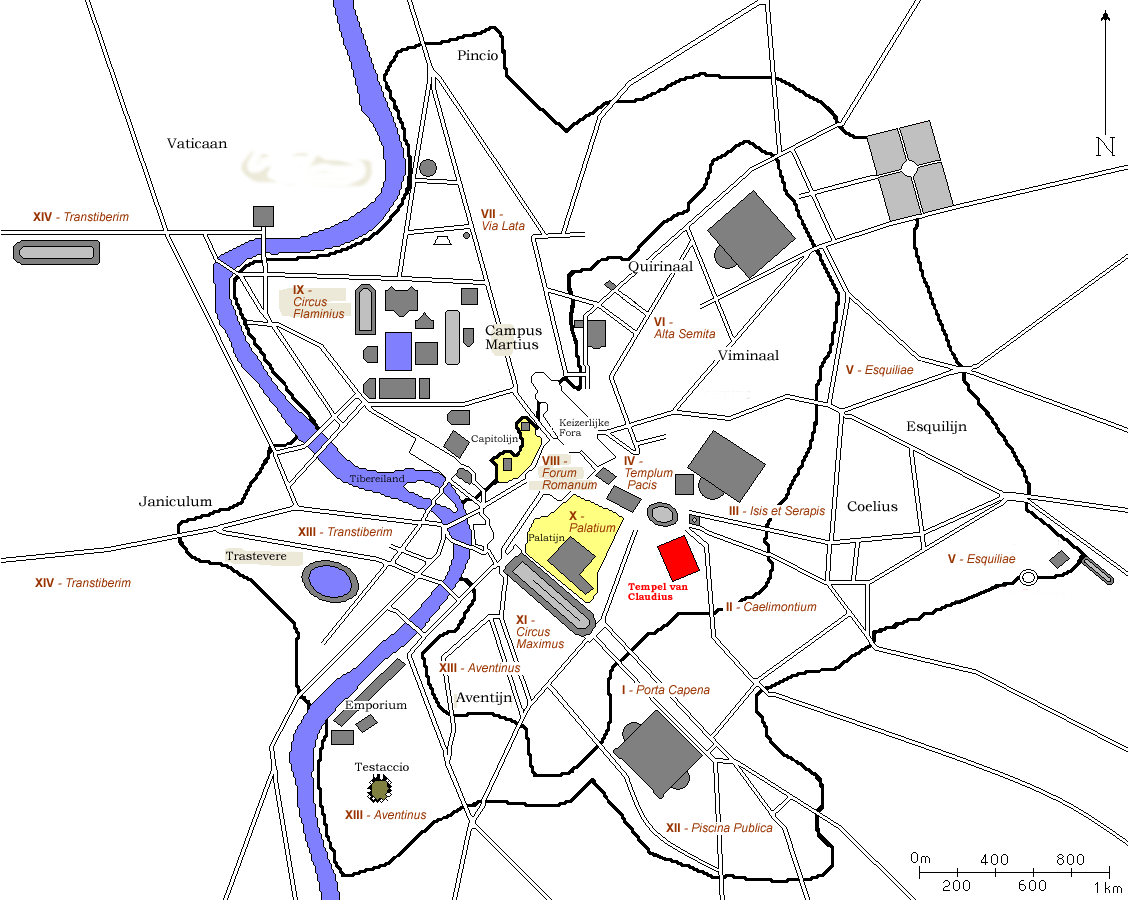
Posizione del tempio

La costruzione del tempio fu iniziata nel 54, alla morte dell'imperatore, per volere della moglie, Agrippina minore. L'opera venne gravemente danneggiata dal grande incendio di Roma del 64, sotto Nerone, il quale la riadattò a ninfeo per la propria Domus Aurea, e collegandolo, a tale scopo, con l'Aqua Claudia tramite l'arcus Neroniani. Come ricorda Marziale, qui si trovava l'estrema propaggine del palazzo di Nerone. Dopo la morte di Nerone il tempio fu infine ricostruito da Vespasiano (salito al trono nel 69).
L'ultima menzione del tempio è del IV secolo, ma in una bolla del 1217 di papa Onorio III si parla di «formae et alia aedificia positae intra clausuram Clodei».
La storia del complesso non è nota: le fonti antiche ne parlano molto poco, e solo un'iscrizione che lo riguarda è pervenuta.
Venne considerato per molto tempo il "Vivaio di Domiziano", cioè il recinto in cui si contenevano le belve per i giochi del circo al tempo di Domiziano. Così lo descrive Piranesi (Veduta del piano superiore del serraglio delle fiere fabbricato da Domiziano a uso dell'anfiteatro Flavio, e volgarmente detto la Curia Ostilia) a metà del Settecento, e questa interpretazione viene ancora citata, seppur dubbiosamente, nel 1834.

### Riutilizzo

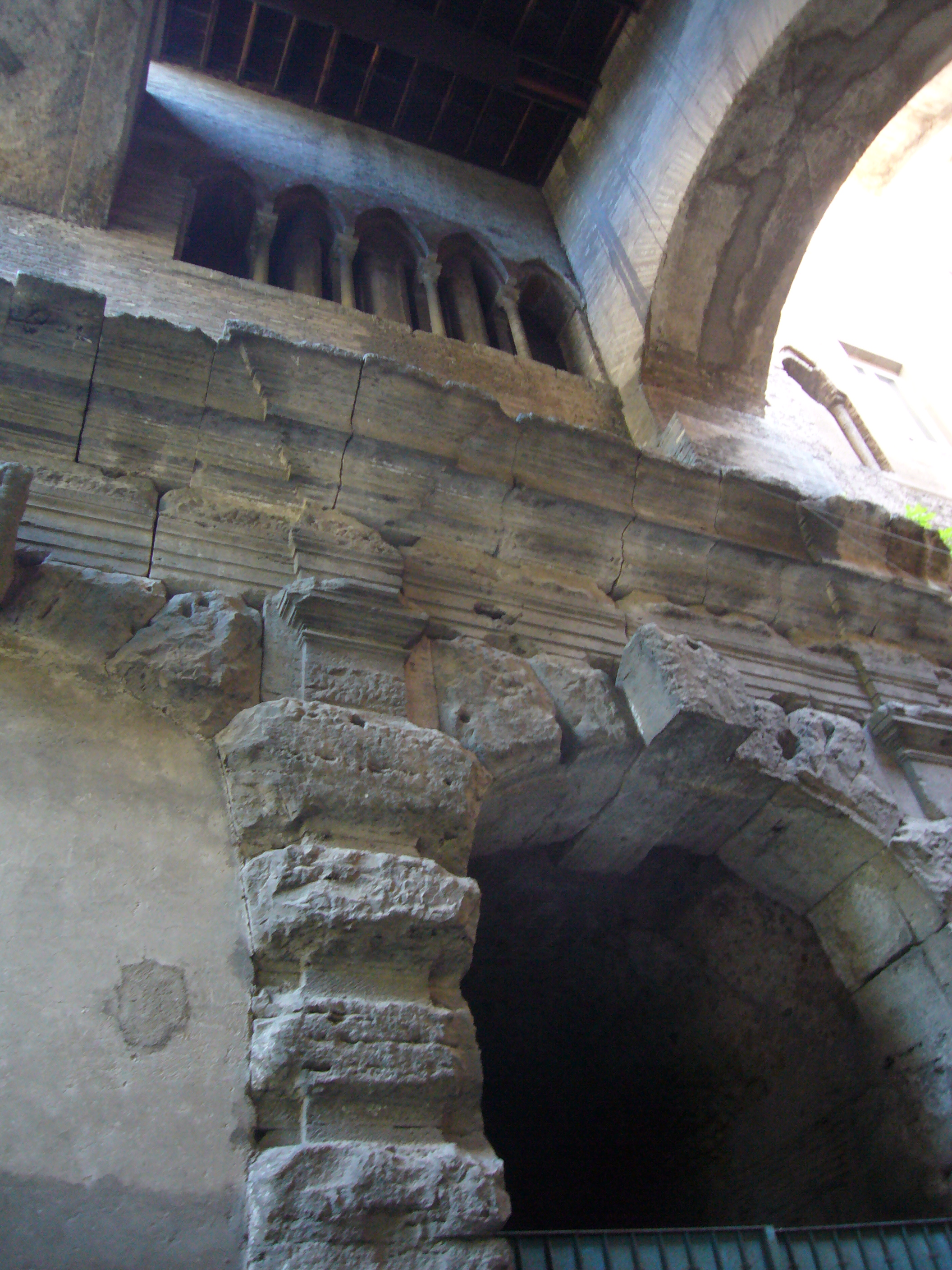
Polifora e contrafforti del convento medioevale costruito sul tempio

Sul sito del tempio - o meglio, nelle sue immediate vicinanze, dentro una vicina domus di III secolo i cui ambienti sono oggi conosciuti come Case romane del Celio - fu edificata nel V secolo la prima basilica dei Santi Giovanni e Paolo. Dopo il saccheggio di Roberto il Guiscardo del 1084, il papa Pasquale II provvide al primo restauro e vi fece costruire accanto un primo piccolo convento: le poderose murature del tempio ben si prestavano a sostenere ulteriori costruzioni. Pontefici successivi, tra il XII e il XIII secolo, ampliarono il convento e fecero costruire il campanile. Le costruzioni medioevali mantengono ancor oggi l'imponenza originale, ribadita dai massicci contrafforti, e sono un esempio ancora impressionante di riuso medioevale di strutture romane.

## Descrizione

### La piattaforma

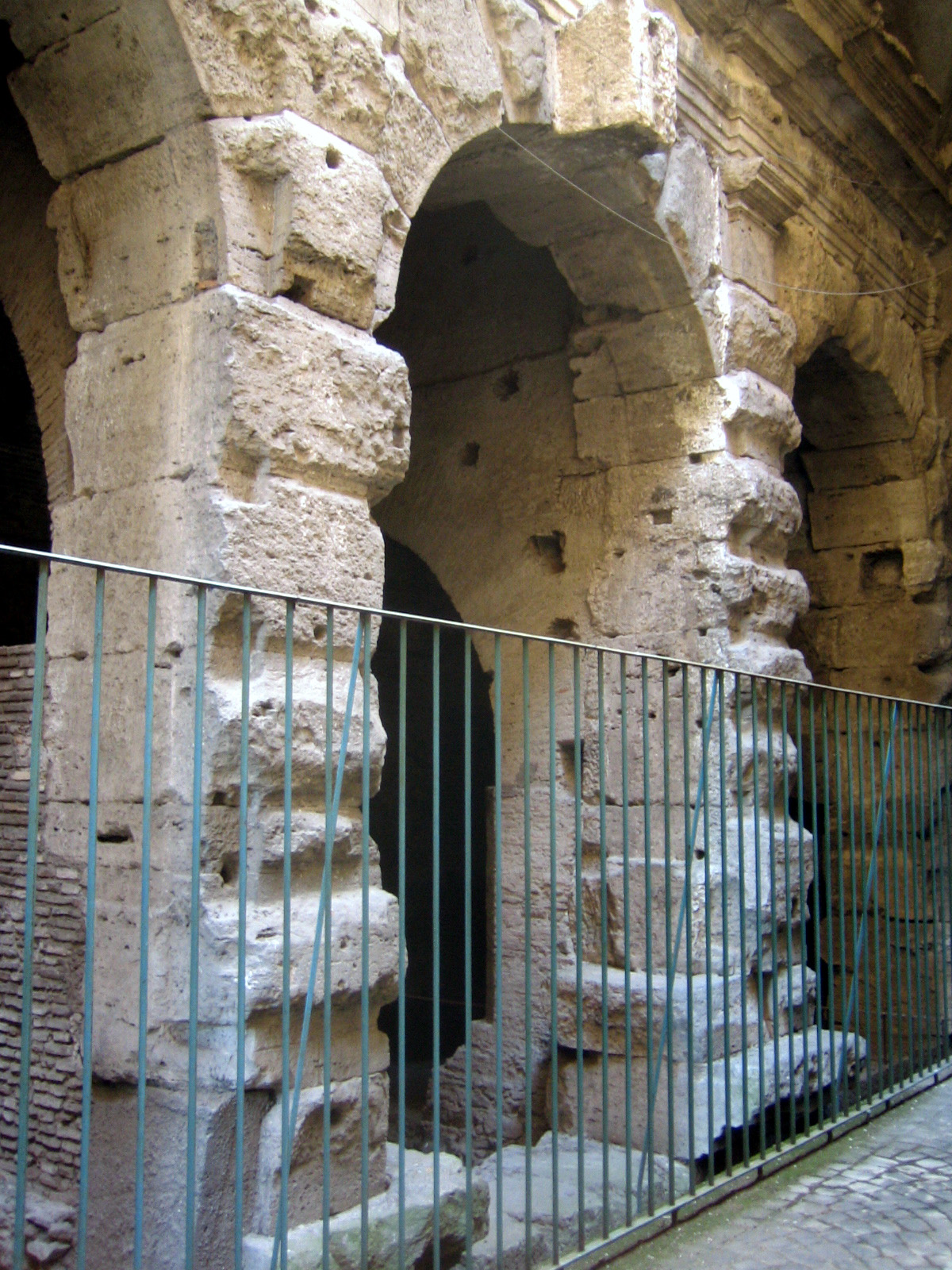
Parti delle strutture di sostegno

Il tempio sorgeva in una grandiosa piattaforma rettangolare (180x200 metri), parzialmente artificiale e sostenuta da poderosi muri di contenimento in parte ancora visibili: sul lato meridionale raggiungevano i 15 m, ma il lato più alto era quello settentrionale.
La struttura era una delle più elevate di Roma, 50 m sopra il livello del mare.

### Il tempio

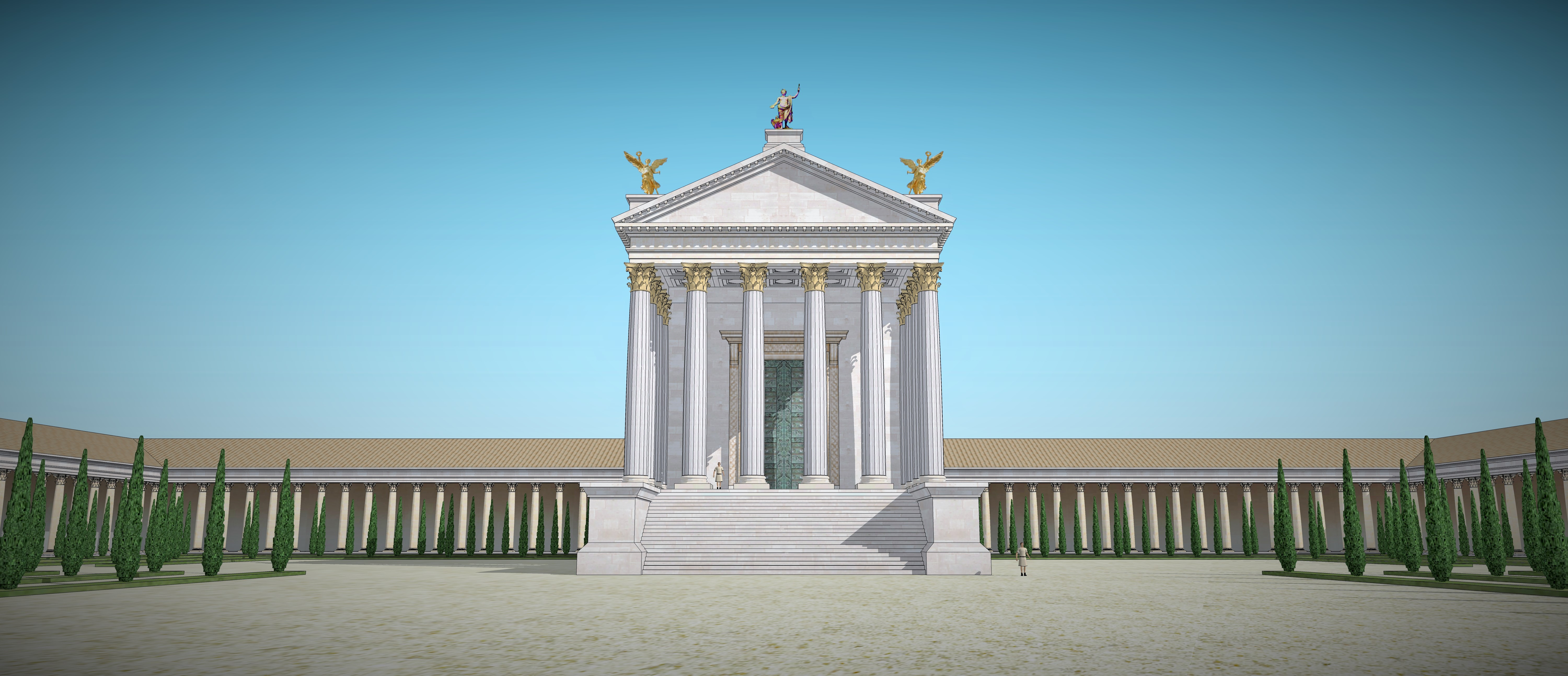
Ricostruzione del tempio

La pianta del tempio è parzialmente conservata nella Forma Urbis Romae.
Il tempio, orientato verso il Palatino, aveva un'imponente scalinata di accesso. Esastilo con un pronao di tre colonne di profondità, aveva quattro scalini di accesso al podio e una cella senza colonne. Tutto intorno vi era un'area di difficile interpretazione, circondata probabilmente da un colonnato.
I resti conosciuti riguardano i quattro lati delle sostruzioni, mentre nulla resta del tempio al di sopra.

### La facciata (lato ovest)

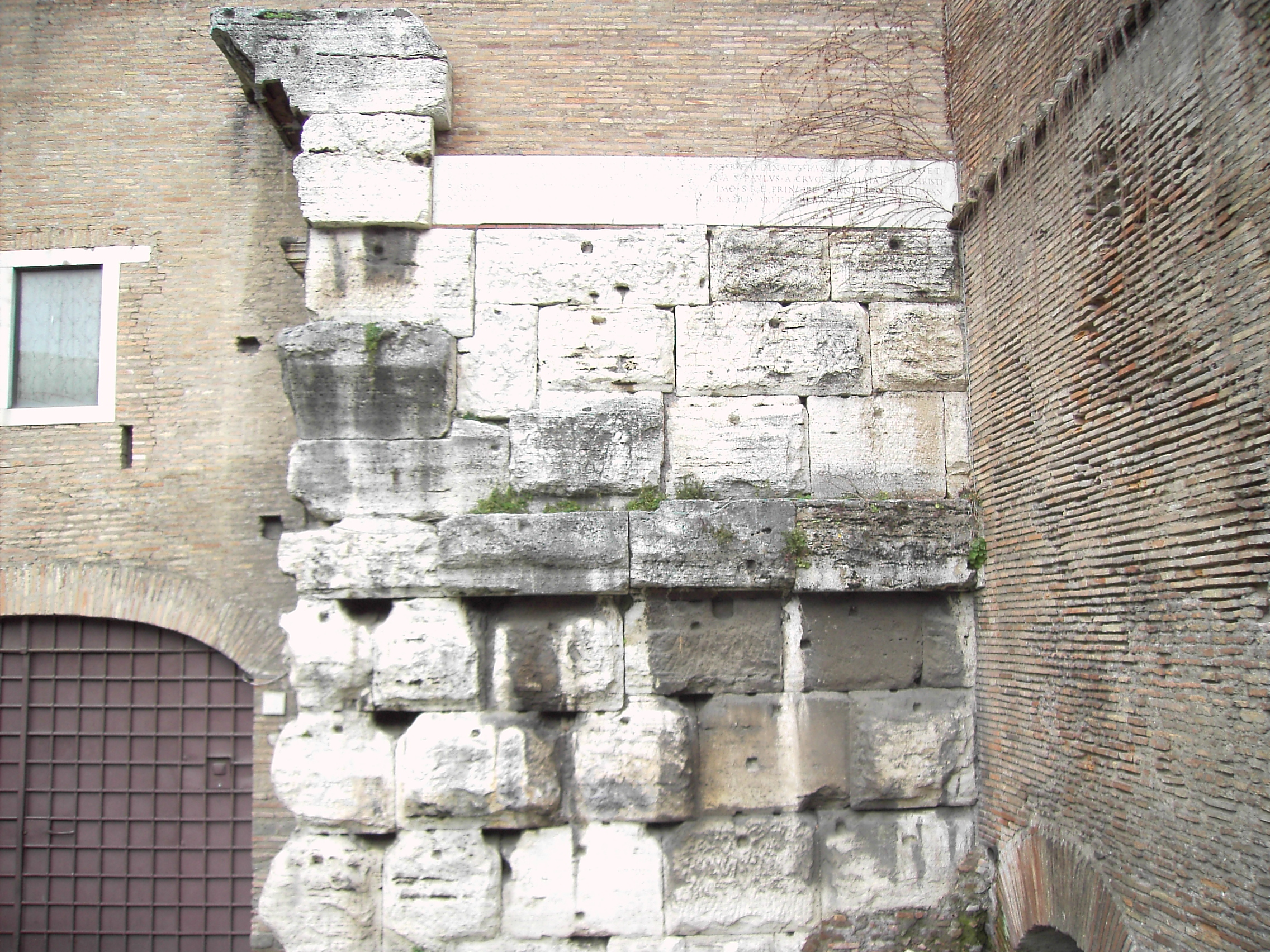
Resti del tempio alla base del campanile della basilica dei Santi Giovanni e Paolo

Il lato occidentale era decorato in travertino, su due livelli: al livello inferiore vi erano delle arcate piane, a quello superiore delle arcate curve; il tutto era rusticato e decorato in ordine dorico con capitelli di pilastro tra un livello e quello superiore. Dietro questo fronte c'era una strada che passava davanti a camere in laterizio, probabilmente dei negozi; la scalinata di accesso al complesso passava sopra questa strada, evidentemente sopra un ponte.
Alcuni resti del lato occidentale tempio sono inglobati nel campanile della basilica dei Santi Giovanni e Paolo, in particolare un gruppo di ambienti a due piani, comunicanti tra loro ed appoggiati a un muro a più strati (ben 6,10 metri di spessore). Questa facciata è costruita in blocchi di travertino spesso appena sbozzati, secondo quello stile "rustico" che si riscontra anche in altre opere di età claudia, come la Porta Maggiore, le arcate dell'Acqua Vergine sul Campo Marzio, i portici del Porto di Claudio, ecc. Per questo si crede che questa parte superstite faccia parte della costruzione originaria iniziata subito dopo la morte dell'imperatore. Le arcate sono inquadrate da lesene doriche, con i soli capitelli rifiniti e sormontate da una pesante architrave. Anche il piano sottostante (l'antico pian terreno) è stato saggiato, con muri radiali in laterizio e ambienti coperti a volta. Alcuni ruderi in laterizio, inglobati in un edificio moderno, facevano parte dell'avancorpo centrale, dove si trovava la scala per l'accesso al tempio.

### Il lato nord

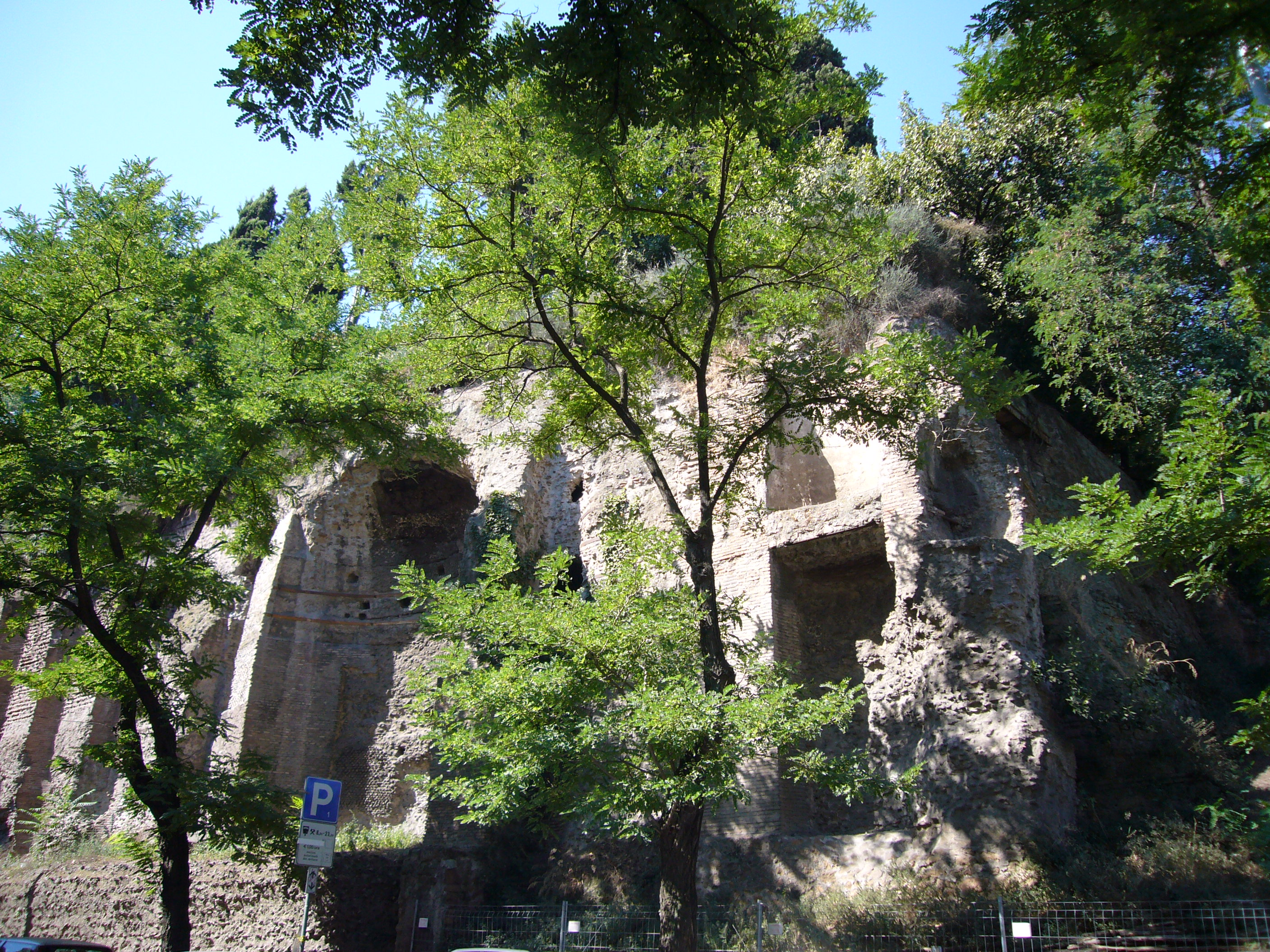
Sostruzioni del tempio su via Claudia

Il lato settentrionale era composto da una fila di stanze a volta, in cui scorrevano delle tubature d'acqua, che formavano un fronte piano; all'epoca di Nerone erano presenti delle fontane, tanto che dei resti di una di queste, composta da una prora di nave con testa di cinghiale, furono trovati in passato (oggi sono al Museo Capitolino). Anche sotto la dinastia dei Flavi, però, questa disposizione rimase, sebbene Vespasiano fece ridurre il consumo d'acqua riconsegnandolo all'uso civile.

### Il lato sud
Il lato meridionale, dovendo sollevare la spianata solo poco al di sopra del colle, era quello meno elaborato, con sostruzioni meno importanti. Qui si trova un locale con un'abside in cui era collocata una statua.

### Il lato est

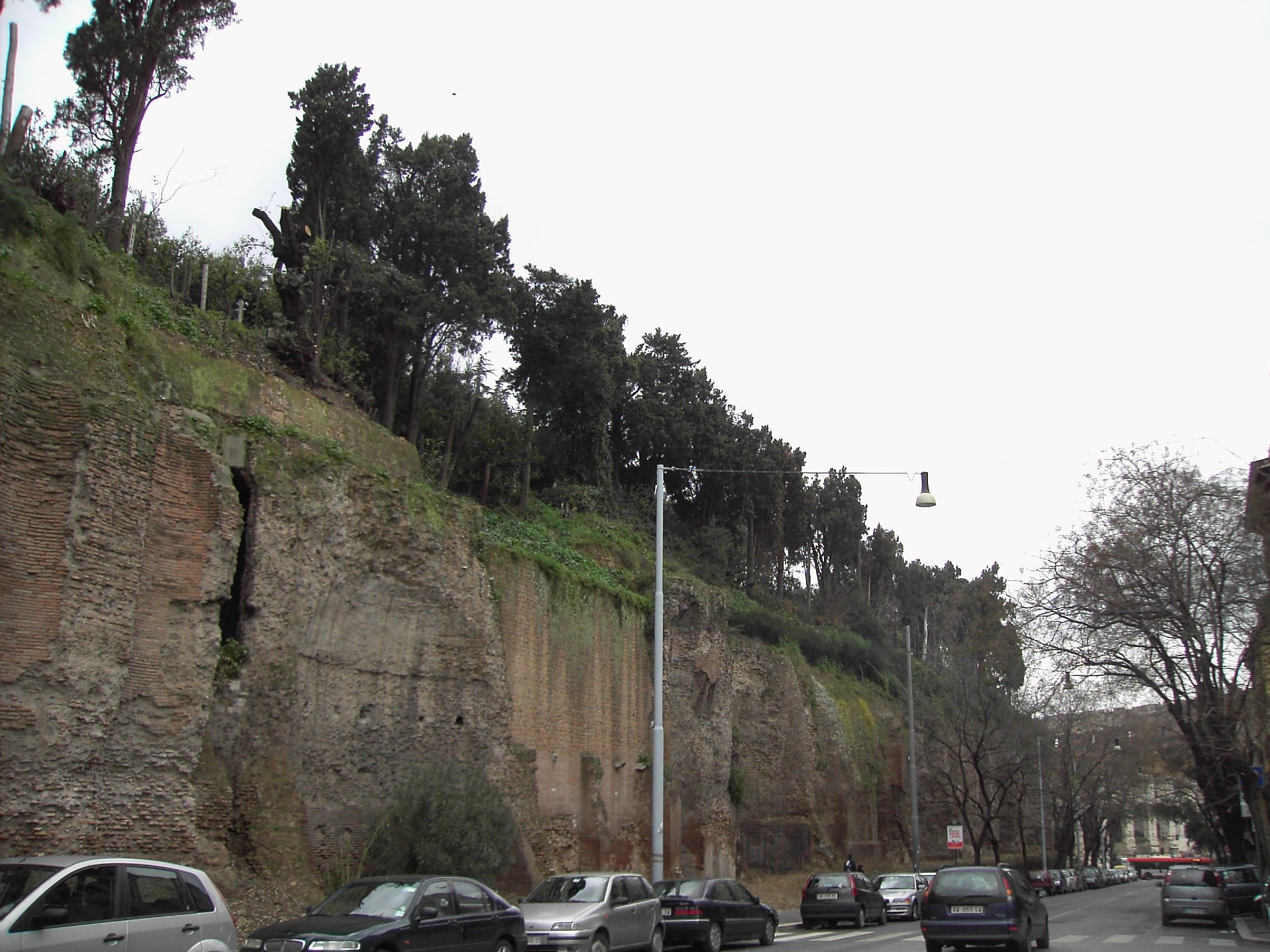
Lato est

Il lato orientale è il più monumentale e meglio conservato, dove si notano le trasformazioni neroniane all'edificio. Venne scoperto nel 1880 in occasione dell'apertura della via Claudia.
Qui sono i resti di una grande parete in mattoni, ornata da nicchie alternatamente rettangolari e semicircolari; dietro questa facciata ornamentale vi sono dei corridoi a volta e delle stanze a pozzo, che però non sembra siano stati utilizzati per contenere acqua.
Alcune anomalie della costruzione dovevano essere mascherate da un portico colonnato con arcate in corrispondenza delle nicchie.

### Sotterranei
Attualmente si accede ai sotterranei dal lato occidentale del podio. Rodolfo Lanciani fu l'unico che realizzò una planimetria (approssimativa) dei sotterranei. Dal 2004 al 2006, l'associazione Roma Sotterranea, su incarico della Soprintendenza Speciale per i Beni Archeologici di Roma, ha effettuato la nuova mappatura dei sotterranei.
Gli elementi che caratterizzano i sotterranei sono:
- gallerie scavate nel tufo
- coni di rifiuti e detriti
- pozzi

Piccoli laghetti presenti nei sotterranei potrebbero essere dovuti alla falda acquifera.